# Semion Boudienny
Pour les articles homonymes, voir Boudienny.
Semion Mikhaïlovitch Boudienny, ou Boudionny (en russe : Семён Михайлович Будённый), né le 25 avril 1883 dans le district de Proletarsky (oblast de Rostov) et mort le 26 octobre 1973 à Moscou, est l'un des principaux chefs de la cavalerie de l'Armée rouge pendant la guerre civile russe et l'un des premiers maréchaux de l'Union soviétique.

## Biographie

### Jeunesse
Né dans une famille de paysans pauvres du sud de la Russie, chez les cosaques du Don, il travailla la terre jusqu'en 1903, puis rejoint l'armée impériale et sert dans la cavalerie pendant la guerre russo-japonaise de 1905. Devenu officier pendant la Première Guerre mondiale, il se fit remarquer par son courage et son physique qui lui valut d'être récompensé plusieurs fois par la grand-croix de Saint-Georges. Lorsque la révolution éclata en 1917, il évolua vers des positions révolutionnaires comme de nombreux soldats et devint un membre dynamique des conseils de soldats du Caucase.

### Rôle durant la guerre civile
Lorsque la guerre civile russe éclata en 1918, Boudienny organisa un corps de cavalerie rouge dans la région du Don qui constitua par la suite la Première armée de cavalerie. L'armée de Boudienny joua un rôle important dans la lutte contre les Armées blanches d’Anton Ivanovitch Dénikine, elle participa aussi aux plus cruels des pogroms, voyant les juifs et leurs traditions comme des représentants de l'« ancien monde »,.
En 1919, il adhéra au parti bolchévique et noua des liens étroits avec Kliment Vorochilov et Joseph Staline, notamment en participant sous les ordres de Vorochilov à la bataille de Tsaritsine. En 1920, Boudienny participa à l'offensive russe contre la Pologne, qui fut d'abord victorieuse avant de se transformer en défaite lors de la bataille de Varsovie en raison de choix stratégiques hasardeux. Il retourna combattre les dernières armées blanches en Crimée. À la fin de la guerre civile, Boudienny était considéré comme un héros de l'Armée rouge.

### Années 1920 et 1930
Personnage haut en couleur, Boudienny était un officier de cavalerie courageux, très aimé de ses hommes, mais peu au fait des techniques de guerre modernes. Il déclara notamment peu avant le début du conflit : « Vous ne me ferez pas changer d'avis ; dès que la guerre éclatera, tout le monde criera “Faites charger la cavalerie” ».[réf. souhaitée]
Durant les années 1920, il occupa des postes honorifiques dans l'Armée rouge, comme celui d'Inspecteur de la Cavalerie rouge. Il tenta vainement de s’opposer à la publication de Cavalerie rouge d’Isaac Babel, qui l’exposait ainsi que ses troupes sous un jour guère reluisant.
Fait maréchal en 1935, lorsque ce titre fut instauré dans l'Armée rouge, Boudienny passa à travers les purges qui décimèrent le haut-commandement soviétique en raison de ses liens anciens avec Staline.

### Seconde Guerre mondiale

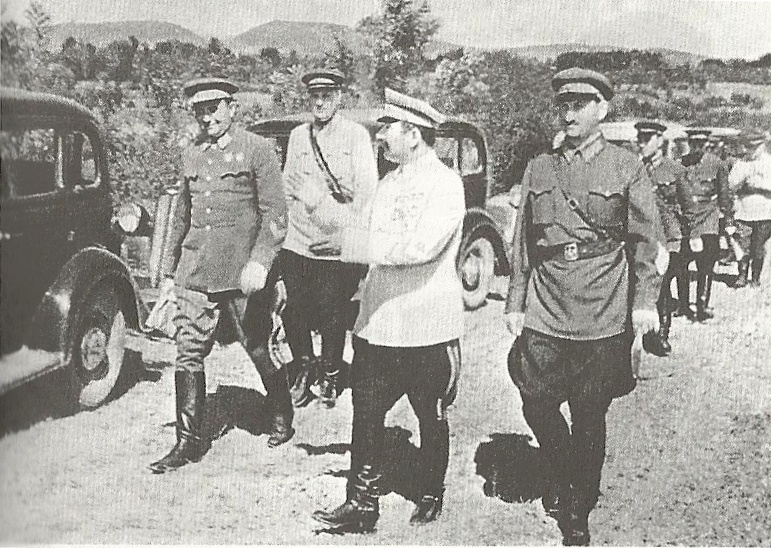
En 1940, durant un exercice au centre avec Mikhaïl Grigorievitch Iefremov à droite.

En 1940, malgré un cuisant échec dans la guerre d'Hiver, il devint vice-commissaire du peuple à la Défense, poste pour lequel il ne semblait pourtant pas particulièrement qualifié. Il fut choisi par Staline en raison de ses liens amicaux et au fait qu'il ne chercherait pas à faire de l'ombre au dictateurInterprétation abusive ?.
Commandant en chef du front du Sud-Ouest au moment de l'invasion allemande en 1941, il ne put sauvegarder l'Ukraine et subit une défaite cuisante qui coûta 1,5 million d'hommes, tués ou prisonniers, à l'Union soviétique. Il avait obéi aux ordres de Staline de ne pas faire retraite[réf. souhaitée].
Devant le désastre de sa propre stratégie, Staline se disculpa en reléguant Boudienny à des postes honorifiques, comme le commandement du front de Réserve puis celui de la cavalerie, devenue obsolèteInterprétation abusive ?.
Lors de la bataille du Caucase, cette fois-ci, Staline valida la stratégie défendue par Boudienny, une retraite dans les montagnes étirant de façon démesurée les lignes de communication allemandes, puis une résistance adossée sur le Caucase[réf. souhaitée].

### Retrait de la vie politique et militaire
Après la guerre, Boudienny prit sa retraite comme héros de l'Union soviétique.
Il décéda en 1973, laissant des mémoires dans lesquels il décrivait les années tempétueuses de la guerre civile et la vie quotidienne de la Première armée de cavalerie. La veuve du maréchal, qui était sa troisième épouse, est décédée en 2006 à 90 ans.

## Vie privée et personnalité
Simon Sebag Montefiore le qualifie de « commandant cosaque aux airs de fanfaron […] avec [une] exubérante moustache à la gauloise et [d]es dents d’une blancheur éblouissante », et doté d’un « caractère impitoyable et taciturne ». Il ne contrôlait pas toujours sa force, fracassant les quilles lorsqu’il y jouait avec Staline et ses fils, s’attirant les quolibets des autres dirigeants.

## Postérité
Plusieurs chants militaires russes populaires du temps de l'Union soviétique célèbrent Boudienny, dont le Chant de la cavalerie rouge (Konarmieïskaïa) dont voici les paroles :
Dans le sang, la colère, 

S'avançait en tonnerre

L'An Second de la Révolution ;

Les légions étrangères 

Franchissaient les frontières, 

Il fallait repousser l'invasion.
La steppe qui s'étonne

Voit surgir les colonnes

Que menait Boudienny au combat.

Nous allions, prolétaires, 

Aux batailles meurtrières, 

La victoire avançait à grands pas.
Dans la steppe sans limite, 

Bien des os blanchissent, 

Des cadavres de vieux partisans ;

De l'Oural à l'Ukraine

Les sillons se souviennent

Des corps Francs Ouvriers Paysans
Si l'ennemi prend pour cible

Notre peuple paisible, 

Et s'il pleut des obus étrangers

Que Boudienny nous mène

Par les routes anciennes 

Protéger les Soviets en danger.
Le nom de Boudienny est aussi apparu dans plusieurs autres chants militaires, dont La marche de Boudienny et quelques chants sur les cosaques du Don.
- Boudienny contribua aussi à la naissance de la race équine rustique qui porte son nom.
- Le couvre-chef pointu caractéristique des premiers uniformes de l'Armée rouge est parfois appelé « boudionovka » ou « budenovka », en référence à Boudienny.
- La ville de Boudionnovsk lui doit son nom.